# Larsen Sound
Larsen Sound (Inuktitut Ki’muagiaq) ist eine arktische Meeresstraße in der Kitikmeot-Region des kanadischen Territoriums Nunavut.
Die Meerenge liegt südlich von Prince of Wales Island, westlich der Boothia Peninsula, nördlich von King William Island und östlich von Gateshead Island.
Im Nordwesten öffnet sich der Sund zum M’Clintock Channel, nach Nordosten führt die Franklin Strait zum Peel Sound, im Südosten befindet sich die James Ross Strait und nach Südwesten grenzt die Meeresstraße an die Victoria Strait.
Das Gewässer wurde nach Henry Larsen benannt, der die Nordwestpassage 1940 bis 1942 erstmals von Westen nach Osten durchfuhr.